# Tênis de mesa nos Jogos Paralímpicos de Verão de 2012 - Equipes femininas - Classe 4-5
A competição por equipes femininas na classe 4-5 do tênis de mesa nos Jogos Paralímpicos de Verão de 2012 foi disputada entre os dias 5 e 8 de setembro no Complexo ExCel, em Londres.

## Medalhistas
|  | CHN China                              |  | SWE Suécia                          |  | KOR Coreia do Sul                      |
|  | Gu Gai Zhang Bian Zhang Miao Zhou Ying |  | Anna-Carin Ahlquist Ingela Lundbäck |  | Jung Ji-Nam Jung Young-A Moon Sung-Hye |

## Equipes
| Atleta         | Classe |
| -------------- | ------ |
| Joyce Oliveira | 4      |
| Maria Passos   | 5      |

| Atleta     | Classe |
| ---------- | ------ |
| Gu Gai     | 5      |
| Zhang Bian | 5      |
| Zhang Miao | 4      |
| Zhou Ying  | 4      |

| Atleta           | Classe |
| ---------------- | ------ |
| Maria Nardelli   | 5      |
| Valeria Zorzetto | 4      |

| Atleta          | Classe |
| --------------- | ------ |
| Khetam Abuawad  | 5      |
| Fatmeh Al-Azzam | 4      |
| Maha Bargouthi  | 1      |

| Atleta        | Classe |
| ------------- | ------ |
| Jung Ji-Nam   | 4      |
| Jung Young-A  | 5      |
| Moon Sung-Hye | 4      |

| Atleta          | Classe |
| --------------- | ------ |
| Andreja Dolinar | 4      |
| Mateja Pintar   | 3      |

| Atleta                   | Classe |
| ------------------------ | ------ |
| Nada Matić               | 4      |
| Borislava Perić-Ranković | 4      |

| Atleta              | Classe |
| ------------------- | ------ |
| Anna-Carin Ahlquist | 3      |
| Ingela Lundbäck     | 3      |

| Atleta         | Classe |
| -------------- | ------ |
| Hsiao Shu-chin | 5      |
| Wei Mei-hui    | 5      |

## Resultados
Todos as partidas seguem o horário de Londres (UTC+1).
| Primeira fase | Primeira fase    | Primeira fase |  |  | Quartas de final | Quartas de final  | Quartas de final |  |  | Semifinais | Semifinais        | Semifinais |  |                     | Final               | Final               | Final |
|               |                  |               |  |  |                  |                   |                  |  |  |            |                   |            |  |                     |                     |                     |       |
|               |                  |               |  |  |                  |                   |                  |  |  |            |                   |            |  |                     |                     |                     |       |
|               |                  |               |  |  |                  | CHN China         | 3                |  |  |            |                   |            |  |                     |                     |                     |       |
|               | ITA Itália       | 3             |  |  |                  | ITA Itália        | 0                |  |  |            |                   |            |  |                     |                     |                     |       |
|               | TPE Taipé Chinês | 2             |  |  |                  |                   |                  |  |  |            | CHN China         | 3          |  |                     |                     |                     |       |
|               |                  |               |  |  |                  |                   |                  |  |  |            | SRB Sérvia        | 0          |  |                     |                     |                     |       |
|               |                  |               |  |  |                  | BRA Brasil        | 0                |  |  |            |                   |            |  |                     |                     |                     |       |
|               |                  |               |  |  |                  | SRB Sérvia        | 3                |  |  |            |                   |            |  |                     |                     |                     |       |
|               |                  |               |  |  |                  |                   |                  |  |  |            |                   |            |  |                     |                     | CHN China           | 3     |
|               |                  |               |  |  |                  |                   |                  |  |  |            |                   |            |  |                     |                     | SWE Suécia          | 0     |
|               |                  |               |  |  |                  | KOR Coreia do Sul | 3                |  |  |            |                   |            |  |                     |                     |                     |       |
|               |                  |               |  |  |                  | SLO Eslovênia     | 0                |  |  |            |                   |            |  |                     |                     |                     |       |
|               |                  |               |  |  |                  |                   |                  |  |  |            | KOR Coreia do Sul | 1          |  |                     |                     |                     |       |
|               |                  |               |  |  |                  |                   |                  |  |  |            | SWE Suécia        | 3          |  |                     |                     |                     |       |
|               |                  |               |  |  |                  | JOR Jordânia      | 0                |  |  |            |                   |            |  | Disputa pelo bronze | Disputa pelo bronze | Disputa pelo bronze |       |
|               |                  |               |  |  |                  | SWE Suécia        | 3                |  |  |            |                   |            |  |                     |                     | SRB Sérvia          | 1     |
|               |                  |               |  |  |                  |                   |                  |  |  |            |                   |            |  |                     |                     | KOR Coreia do Sul   | 3     |

### Primeira fase
| 5 de setembro de 2012 09:00 | Itália ITA | 3 – 2 | TPE Taipé Chinês |  |

|                                   | Partidas individuais              |       |                              |                              |
| Maria Nardelli                    | Maria Nardelli                    | 0 – 3 | Wei Mei-hui                  | 3–11, 4–11, 10–12            |
| Valeria Zorzetto                  | Valeria Zorzetto                  | 3 – 1 | Hsiao Shu-chin               | 11–8, 11–9, 5–11, 11–5       |
| Valeria Zorzetto                  | Valeria Zorzetto                  | 3 – 2 | Wei Mei-hui                  | 11–3, 7–11, 11–9, 7–11, 11–8 |
| Maria Nardelli                    | Maria Nardelli                    | 0 – 3 | Hsiao Shu-chin               | 1–11, 6–11, 9–11             |
| Maria Nardelli / Valeria Zorzetto | Maria Nardelli / Valeria Zorzetto | 3 – 1 | Wei Mei-hui / Hsiao Shu-chin | 7–11, 11–4, 11–7, 12–10      |

### Quartas de final
| 5 de setembro de 2012 19:00 | China CHN | 3 – 0 | ITA Itália |  |

|            | Partidas individuais |       |                  |                   |
| Zhang Bian | Zhang Bian           | 3 – 0 | Maria Nardelli   | 11–8, 11–7, 11–8  |
| Gu Gai     | Gu Gai               | 3 – 0 | Valeria Zorzetto | 12–10, 11–8, 11–3 |
| Zhang Bian | Zhang Bian           | 3 – 0 | Valeria Zorzetto | 11–5, 11–3, 11–5  |
|            |                      |       |                  |                   |
|            |                      |       |                  |                   |

| 5 de setembro de 2012 19:00 | Brasil BRA | 0 – 3 | SRB Sérvia |  |

|                | Partidas individuais |       |                          |                   |
| Joyce Oliveira | Joyce Oliveira       | 0 – 3 | Nada Matić               | 6–11, 9–11, 8–11  |
| Maria Passos   | Maria Passos         | 0 – 3 | Borislava Perić-Ranković | 5–11, 4–11, 4–11  |
| Joyce Oliveira | Joyce Oliveira       | 0 – 3 | Borislava Perić-Ranković | 14–16, 4–11, 3–11 |
|                |                      |       |                          |                   |
|                |                      |       |                          |                   |

| 5 de setembro de 2012 19:00 | Coreia do Sul KOR | 3 – 0 | SLO Eslovênia |  |

|               | Partidas individuais |       |                 |                  |
| Moon Sung-Hye | Moon Sung-Hye        | 3 – 0 | Mateja Pintar   | 11–6, 11–4, 11–5 |
| Jung Young-A  | Jung Young-A         | 3 – 0 | Andreja Dolinar | 11–8, 11–2, 11–4 |
| Moon Sung-Hye | Moon Sung-Hye        | 3 – 0 | Andreja Dolinar | 11–6, 11–6, 11–7 |
|               |                      |       |                 |                  |
|               |                      |       |                 |                  |

| 5 de setembro de 2012 19:00 | Jordânia JOR | 0 – 3 | SWE Suécia |  |

|                 | Partidas individuais |       |                     |                              |
| Khetam Abuawad  | Khetam Abuawad       | 2 – 3 | Ingela Lundbäck     | 7–11, 11–5, 1–11, 11–9, 5–11 |
| Fatmeh Al-Azzam | Fatmeh Al-Azzam      | 0 – 3 | Anna-Carin Ahlquist | 14–16, 7–11, 5–11            |
| Khetam Abuawad  | Khetam Abuawad       | 2 – 3 | Anna-Carin Ahlquist | 9–11, 11–8, 11–4, 5–11, 9–11 |
|                 |                      |       |                     |                              |
|                 |                      |       |                     |                              |

### Semifinais
| 7 de setembro de 2012 10:00 | China CHN | 3 – 0 | SRB Sérvia |  |

|            | Partidas individuais |       |                          |                         |
| Zhang Bian | Zhang Bian           | 3 – 0 | Nada Matić               | 12–10, 11–6, 11–7       |
| Zhou Ying  | Zhou Ying            | 3 – 0 | Borislava Perić-Ranković | 11–8, 11–9, 11–4        |
| Zhang Bian | Zhang Bian           | 3 – 1 | Borislava Perić-Ranković | 11–7, 11–7, 12–14, 11–3 |
|            |                      |       |                          |                         |
|            |                      |       |                          |                         |

| 7 de setembro de 2012 10:00 | Coreia do Sul KOR | 1 – 3 | SWE Suécia |  |

|               | Partidas individuais |       |                     |                               |
| Jung-Young-a  | Jung-Young-a         | 1 – 3 | Anna-Carin Ahlquist | 9–11, 11–5, 9–11, 6–11        |
| Moon Sung-Hye | Moon Sung-Hye        | 3 – 0 | Ingela Lundbäck     | 11–6, 11–9, 11–9              |
| Moon Sung-Hye | Moon Sung-Hye        | 2 – 3 | Anna-Carin Ahlquist | 10–12, 11–7, 11–9, 7–11, 6–11 |
| Jung Young-A  | Jung Young-A         | 1 – 3 | Ingela Lundbäck     | 11–8, 8–11, 7–11, 4–11        |
|               |                      |       |                     |                               |

### Disputa pelo bronze
| 8 de setembro de 2012 16:30 | Sérvia SRB | 1 – 3 | KOR Coreia do Sul |  |

|                          | Partidas individuais     |       |               |                          |
| Nada Matić               | Nada Matić               | 1 – 3 | Moon Sung-Hye | 4–11, 13–11, 2–11, 5–11  |
| Borislava Perić-Ranković | Borislava Perić-Ranković | 1 – 3 | Jung Young-A  | 11–4, 6–11, 4–11, 9–11   |
| Borislava Perić-Ranković | Borislava Perić-Ranković | 3 – 1 | Moon Sung-Hye | 11–9, 5–11, 11–6, 12–10  |
| Nada Matić               | Nada Matić               | 1 – 3 | Jung Young-A  | 17–15, 13–15, 9–11, 7–11 |
|                          |                          |       |               |                          |

### Final
| 8 de setembro de 2012 16:30 | China CHN | 3 – 0 | SWE Suécia |  |

|            | Partidas individuais |       |                     |                               |
| Zhang Bing | Zhang Bing           | 3 – 2 | Anna-Carin Ahlquist | 7–11, 10–12, 11–8, 11–4, 11–6 |
| Gu Gai     | Gu Gai               | 3 – 0 | Ingela Lundbäck     | 11–5, 11–6, 11–5              |
| Zhang Bing | Zhang Bing           | 3 – 0 | Ingela Lundbäck     | 13–11, 11–4, 11–3             |
|            |                      |       |                     |                               |
|            |                      |       |                     |                               |